# نادي الشارقة
نادي الشارقة لكرة القدم هو نادي إماراتي لكرة القدم تأسس عام 1966 ويلعب في الدوري الإماراتي للمحترفين، يقع مقر النادي في مدينة الشارقة والملعب الرسمي له هو ملعب الشارقة. يعد من أعرق أندية كرة القدم وأحد أكثر الأندية تحقيقاً للبطولات في الإمارات خلال مسيرته الممتدة على مدى يزيد عن 50 عام.
فاز النادي ببطولة كأس رئيس الدولة 10 مرات في تاريخه وفاز في بطولة الدوري العام 6 مرات و 2 كأس السوبر الإماراتي و 1 كأس مصرف أبو ظبي الإسلامي مثّل تسعة من لاعبيه منتخب الإمارات الأول في مونديال إيطاليا عام 1990. كما حصل جمهور النادي على جائزة الجمهور المثالي المقدمة من الشيخ ماجد بن محمد بن راشد آل مكتوم لنجوم الموسم الكروي. كما يعتبر نادي الشارقة هو أول فريق يفوز ببطولة الدوري الإماراتي في نسخته الأولى في موسم 1974/73، وكان حينها تحت مسماه القديم (نادي العروبة).
تم منحه لقب الملك او ملك الكأس لان اول نادي حصل على كأس رئيس الدولة ثلاث مرات متتالية وامتلك نسخة الكأس حسب النظام المتبع حينها.

## تاريخ النادي
تأسس نادي الشارقة الثقافي الرياضي في عام 1966 تحت مسمى نادي العروبة، وفي عام 1974 دُمج مع نادي الخليج ليصبح اسم النادي الجديد (نادي الشارقة) ومقره في إمارة الشارقة. في العام 2017 دُمج ناديي الشارقة والشعب.
مثل تسعة من لاعبي النادي منتخب الإمارات الأول لكرة القدم في مشاركته بمونديال ايطاليا 1990، وهم: عدنان الطلياني، محسن مصبح، عيسى مير، يوسف حسين، عبد الرحمن الحداد، إبراهيم مير، أحمد إبراهيم، حسين غلوم، عبد العزيز محمد عبد الله، علي ثاني.
كما فاز الفريق الأول لنادي الشارقة بأول بطولة للدوري في الإمارات في الموسم الرياضي 73-1974، تحت اسم نادي العروبة، وفاز ببطولة الدوري 6 مرات 
في العام 2017 أصدر حاكم الشارقة الشيخ سلطان بن محمد القاسمي مرسومًا بدمج ناديي الشارقة والشعب تحت مسمى (نادي الشارقة الرياضي) وتشكل مجلس إدارة برئاسة سالم بن عبيد الشامسي ليكون أول رئيس للنادي بعد الدمج.

## الألقاب والإنجازات
يعتبر نادي الشارقة أحد أكثر الأندية تحقيقاً للبطولات في الإمارات، يمتلك نادي الشارقة في رصيده 6 ألقاب لمسابقة الدوري العام، و 10 ألقاب لبطولة كأس رئيس الدولة ، إلى جانب مرتين كأس السوبر الإماراتي للمحترفين  ومرة واحدة كأس مصرف أبو ظبي الإسلامي  
الدوري الإماراتي للمحترفين
- البطل (6 مرات): 1973–74، 1986–87، 1988–89، 1993–94، 1995–96، 2018-19.[8]

كأس رئيس الدولة
- البطل (10 مرات):1978-79، 1979-80، 1981-82، 1982-83، 1990-91، 1994-95، 1997-98، 2002-03 ،2021-22 ، 2022-23.[8]

كأس السوبر الإماراتي للمحترفين
- البطل (3 مرات):1994، 2019-20، 2023-22.[9]

كأس رابطة المحترفين الإماراتية
- البطل (مرة واحدة) :2022-23.[9]

### دوري الخليج العربي 2018-2019
استحوذ نادي الشارقة على العدد الأكبر من (جوائز الأفضل) في دوري الخليج العربي لموسم 2018-2019، إذ حصل النادي على جائزة أفضل مدرب (عبد العزيز العنبري الذي قاد فريقه للتتويج باللقب الأول خلال عهد الاحتراف) وأفضل لاعب أجنبي (إيغور كورونادو) وأفضل حارس مرمى (عادل الحوسني). وفاز أنصار نادي الشارقة بجائزة أفضل جمهور، بسبب الدعم الكبير الذي قدموه للاعبي الفريق على مدار الموسم.

## جمهور النادي

### النادي الأكثر جماهيرية
في مايو عام 2020 فاز نادي الشارقة بلقب «النادي الأكثر جماهيرية» في دوري الخليج العربي متفوقا على نادي الوحدة في الاستفتاء الذي أطلقته صحيفة (الإمارات اليوم) وبمشاركة الأندية الـ14، وجاء فوز الشارقة مثيراً أمام الوحدة في النهائي، وبمشاركة قياسية بلغت 399 ألفاً و 715 مصوتاً، اختار 68.1% منهم الشارقة، في مقابل تصويت 31.9% لصالح الوحدة، وكان نادي الشارقة قد فاز على النصر في دور ربع النهائي، ثم تفوق على الوصل في الدور نصف النهائي.
كما فاز نادي الشارقة بلقب النادي الأكثر جماهيرية في الإمارات من خلال تصويت الاتحاد الآسيوي لكرة القدم، الذي يهدف إلى التعرف على أكثر أندية اللعبة شعبية في غرب آسيا. حلّ نادي الشارقة أولا بنسبة 51%، متفوقا على نادي العين الذي حصل على نسبة 42%، ونادي الوحدة الذي حلّ في المركز الثالث بنسبة 3%، والوصل رابعاً بنسبة 2%، وشباب الأهلي خامساً برصيد 1%، والنصر في المركز السادس الأخير.
يذكر أن جمهور الشارقة كان قد فاز رسمياً في الموسم السابق بلقب أفضل جمهور في دوري الخليج العربي، وهو الموسم الذي شهد فوز النادي بلقب درع الدوري للمرة الأولى منذ سنين طويلة.

## تشكيلة الفريق الحالية
ملاحظة: تشير الأعلام إلى المنتخب الوطني على النحو المحدد في قواعد الأهلية للفيفا. قد يحمل اللاعبون أكثر من جنسية واحدة غير تابعة للفيفا.
| الرقم | البلد                    | المركز | اللاعب            |
| ----- | ------------------------ | ------ | ----------------- |
| 1     | الإمارات العربية المتحدة | حارس   | خالد توحيد U23    |
| 2     | الإمارات العربية المتحدة | مدافع  | حمد فهد U23       |
| 3     | الإمارات العربية المتحدة | مدافع  | الحسن صالح        |
| 4     | الإمارات العربية المتحدة | مدافع  | شاهين عبد الرحمن  |
| 5     | كرواتيا                  | مدافع  | مارو كاتينيتش U23 |
| 6     | الإمارات العربية المتحدة | وسط    | ضاري فهد U23      |
| 7     | الإمارات العربية المتحدة | وسط    | كايو              |
| 8     | الإمارات العربية المتحدة | وسط    | محمد عبد الباسط   |
| 9     | إسبانيا                  | مهاجم  | باكو ألكاسير      |
| 10    | تونس                     | وسط    | فراس بالعربي      |
| 11    | الإمارات العربية المتحدة | وسط    | لوانزينهو         |
| 13    | الإمارات العربية المتحدة | مدافع  | سالم سلطان        |
| 14    | الإمارات العربية المتحدة | وسط    | خالد با وزير      |
| 16    | كرواتيا                  | وسط    | داركو نيجاسميتش   |
| 17    | الإمارات العربية المتحدة | حارس   | مايد محسن         |
| 18    | الإمارات العربية المتحدة | مدافع  | عبد الله غانم     |
| 19    | الإمارات العربية المتحدة | مدافع  | خالد إبراهيم      |
| 20    | كوريا الجنوبية           | مدافع  | تشو يو مين        |

| الرقم | البلد                    | المركز | اللاعب                                       |
| ----- | ------------------------ | ------ | -------------------------------------------- |
| 21    | الإمارات العربية المتحدة | مهاجم  | مايد الكاس U23                               |
| 22    | الإمارات العربية المتحدة | وسط    | ماركوس ميلوني                                |
| 23    | سورينام                  | مهاجم  | تايرون كونراد                                |
| 24    | الإمارات العربية المتحدة | وسط    | ماجد راشد                                    |
| 27    | البرازيل                 | وسط    | جويلهيرمي بيرو U23 (معار من نادي كورينثيانز) |
| 28    | البرازيل                 | مهاجم  | أليسون ماثيوس U21                            |
| 29    | البرازيل                 | مدافع  | دافيد غونديم U21                             |
| 30    | الإمارات العربية المتحدة | مهاجم  | عثمان كمارا                                  |
| 34    | الإمارات العربية المتحدة | مدافع  | علي الحديدي U23                              |
| 40    | الإمارات العربية المتحدة | حارس   | عادل الحوسني                                 |
| 43    | الإمارات العربية المتحدة | وسط    | مطر زعل U23                                  |
| 44    | صربيا                    | مدافع  | ديفيد بيتروفيتش                              |
| 53    | الإمارات العربية المتحدة | حارس   | عبد الله زعل U23                             |
| 70    | الإمارات العربية المتحدة | مهاجم  | بدر السويدي U23                              |
| 71    | الإمارات العربية المتحدة | مدافع  | علي طاهر U23                                 |
| 77    | الإمارات العربية المتحدة | وسط    | خليفة سمبيج U23                              |
| 88    | الإمارات العربية المتحدة | وسط    | ماجد حسن                                     |
| 92    | الإمارات العربية المتحدة | مهاجم  | عبد الرحمن مراد U23                          |

### لاعبون غير مسجلين
ملاحظة: تشير الأعلام إلى المنتخب الوطني على النحو المحدد في قواعد الأهلية للفيفا. قد يحمل اللاعبون أكثر من جنسية واحدة غير تابعة للفيفا.
| الرقم | البلد                    | المركز | اللاعب      |
| ----- | ------------------------ | ------ | ----------- |
| 25    | الإمارات العربية المتحدة | وسط    | سعيد الكعبي |

| الرقم | البلد                    | المركز | اللاعب           |
| ----- | ------------------------ | ------ | ---------------- |
| 32    | الإمارات العربية المتحدة | مدافع  | عبد الله الحمادي |

### المعارون
ملاحظة: تشير الأعلام إلى المنتخب الوطني على النحو المحدد في قواعد الأهلية للفيفا. قد يحمل اللاعبون أكثر من جنسية واحدة غير تابعة للفيفا.
| الرقم | البلد                    | المركز | اللاعب                                |
| ----- | ------------------------ | ------ | ------------------------------------- |
| 26    | الإمارات العربية المتحدة | حارس   | درويش بن حبيب (معار إلى نادي البطائح) |

| الرقم | البلد                    | المركز | اللاعب                          |
| ----- | ------------------------ | ------ | ------------------------------- |
| --    | الإمارات العربية المتحدة | وسط    | ماجد سرور (معار إلى نادي الوصل) |

## وصلات خارجية
- الموقع الرسمي